# Чен-Нинг Јанг
Чен Нинг Јанг или Ченинг Јанг (кин: 杨振宁; Хефеј, 1. октобар 1922) је кинески физичар који ради на пољу статистичке механике и физике елементарних честица. Он и Цунг-Дао Ли добили су 1957. године Нобелову награду за физику „за истраживање у области такозваних паритетних закона која су довела до значајних открића у вези елементарних честица”.

## Одабране публикације
- Yang, C. N. (1983). Selected Papers, 1945–1980, with Commentary. San Francisco, CA: W. H. Freeman & Co. ISBN 978-0-7167-1406-4.
- Yang, Chen-Ning (2005) [1983]. Selected Papers, 1945–1980, with Commentary. World Scientific Series in 20th Century Physics. 36 (2005 изд.). Singapore: World Scientific. ISBN 981-256-367-9.
- Yang, Chen-Ning (2013). Selected Papers of Chen Ning Yang II: With Commentaries. Singapore: World Scientific. ISBN 978-981-4449-00-7.
- Yang, C. N.; Mills, R. L. (1954). „Conservation of Isotopic Spin and Isotopic Gauge Invariance”. Physical Review. 96 (1): 191—195. Bibcode:1954PhRv...96..191Y. doi:10.1103/PhysRev.96.191 .
- Mills, R. L.; Yang, C. N. (1966). „Treatment of Overlapping Divergences in the Photon Self-Energy Function”. Progress of Theoretical Physics Supplement. 37: 507. Bibcode:1966PThPS..37..507M. doi:10.1143/PTPS.37.507 .
- Yang, C. N. (2005). „Remembering Robert Mills”.  Ур.: 't Hooft, Gerardus. 50 years of Yang-Mills theory. Singapore: World Scientific. ISBN 978-981-238-934-3.
- Lee, T. D.; Yang, C. N. (1956). „Question of Parity Conservation in Weak Interactions”. Physical Review. 104 (1): 254—258. Bibcode:1956PhRv..104..254L. S2CID 2044624. doi:10.1103/PhysRev.104.254.
- Lee, T. D.; Yang, C. N. (1952). „Statistical Theory of Equations of State and Phase Transitions. II. Lattice Gas and Ising Model”. Physical Review. 87 (3): 410—419. Bibcode:1952PhRv...87..410L. ISSN 0031-9007. doi:10.1103/PhysRev.87.410.
- Byers, N.; Yang, C. N. (1961). „Theoretical Considerations Concerning Quantized Magnetic Flux in Superconducting Cylinders”. Physical Review Letters. 7 (2): 46—49. Bibcode:1961PhRvL...7...46B. doi:10.1103/PhysRevLett.7.46.